# Lantaarn (bouwkunde)

Lantaarn op de koepel van de Santa Maria del Fiore in Florence

Een lantaarn is een opengewerkte bekroning van een grote koepel of een toren en is meestal achthoekig van vorm. Een lantaarn op een toren wordt in een aantal gevallen in Nederland gebruikt om een carillon in te hangen; dit kan zijn in de vensters van de lantaarn dan wel binnen in het midden er van, zoals in Enkhuizen op de Zuidertoren.
Ook een glazen kap in/op het dak van een huis of het dek van een schip wordt lantaarn genoemd.

Door de lantaarn valt daglicht binnen. Daarom heeft deze in de woningbouw vaak een prominente plaats: boven de trap of het atrium, of in een speciaal voor de daglichttoetreding aangebrachte vide.

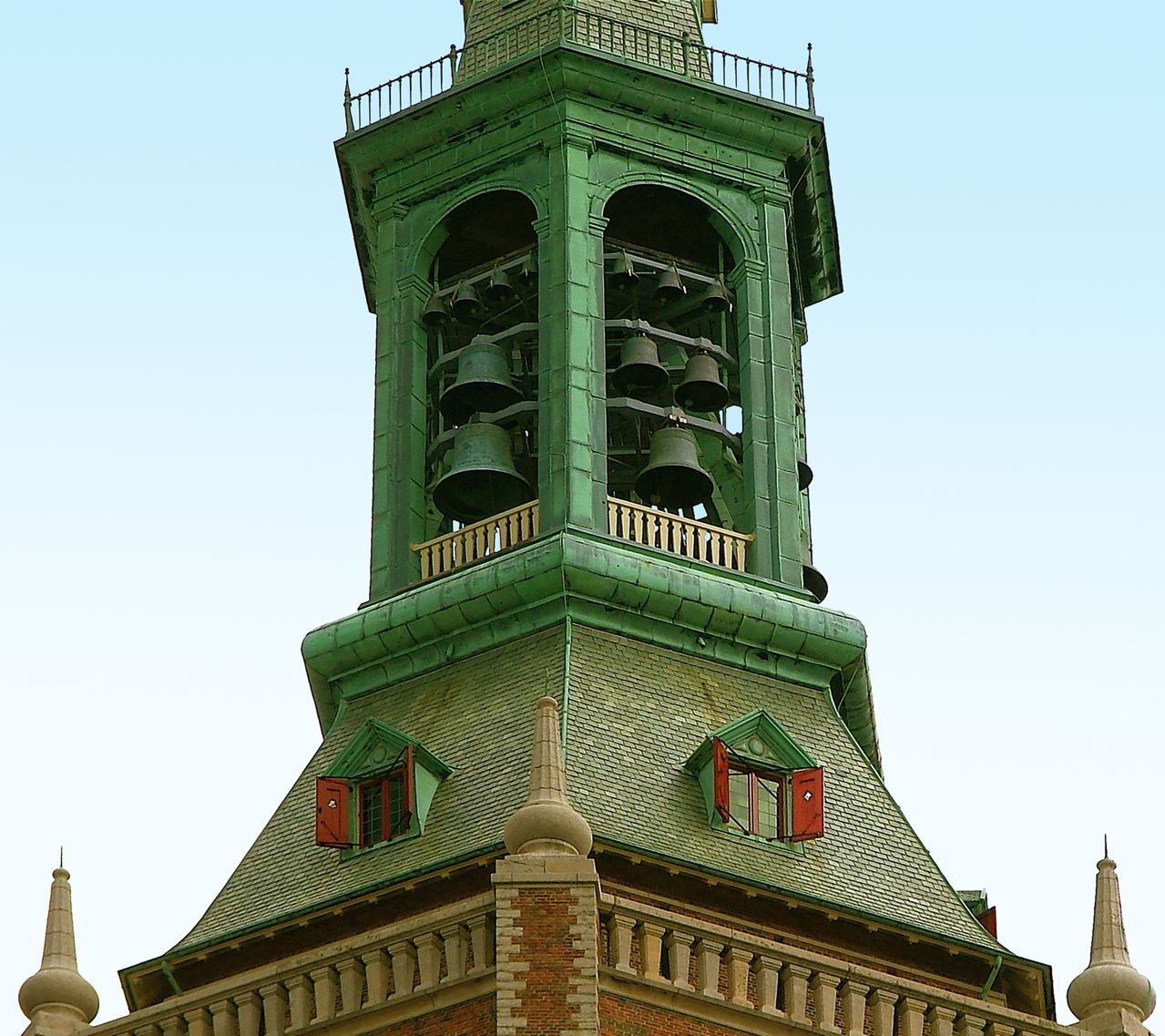
Lantaarn met carillon in de vensters op de Haagse Toren